# Saint-Paul Luxembourg
saint-paul luxembourg s. a. ist ein Luxemburger Verlagshaus in Form einer Aktiengesellschaft (société anonyme) mit Sitz in Luxemburg-Gasperich. Es geht auf die 1887 gegründete Sankt-Paulus-Gesellschaft zurück, die damals den Verlag und den Druck der 1848 geschaffenen katholischen Zeitung Luxemburger Wort, der größten Luxemburger Tageszeitung, übernahm. Ab 1915 firmierte das Unternehmen als Sankt-Paulus-Druckerei und als Imprimerie Saint-Paul, in Abkürzung ISP, um im Jahre 2000 den Namen saint-paul luxembourg anzunehmen, womit der erheblichen Ausweitung der Tätigkeitsfelder Rechnung getragen wurde. Zu diesem Zeitpunkt war das ursprünglich handwerklich geprägte Unternehmen unter die 20 größten Arbeitgeber des Landes aufgestiegen.
Obschon das Unternehmen bereits im 19. Jahrhundert nicht nur als Druckerei, sondern auch als Buchverlag tätig war, und es sich im 20. Jahrhundert ständig in weitere Geschäftsfelder hinein ausdehnte (wie das industrielle Drucken von Fremdprodukten, Buchbinderei, Buchhandel, Gestaltung von Werbung, audiovisuelle Produktion usw.), blieb jedoch, neben anderen Zeitungen und Zeitschriften im Verlag des Hauses, die populäre Qualitäts-Tageszeitung Luxemburger Wort jederzeit das weitaus wichtigste Produkt. Deswegen wurde und wird weiterhin, pars pro toto, das Unternehmen in seiner Gesamtheit im Luxemburger volkstümlichen Sprachgebrauch allgemein als d'Wort bezeichnet. Die Zeitung bleibt sowohl das beliebteste und einflussreichste Informationsmedium des Großherzogtums, als auch der wichtigste nationale Werbeträger. Deshalb hat ihre politische und philosophische Ausrichtung über viele Jahre hinweg in der Luxemburger Öffentlichkeit sehr polarisierend gewirkt.
Im 21. Jahrhundert hat saint-paul luxembourg seine Tätigkeiten weitgehend auf die Herstellung und den Vertrieb des Luxemburger Wort, in gedruckter wie elektronischer Form, sowie auf das Herausgeben einiger Wochenzeitungen eingeengt. Die französischsprachige Tageszeitung La Voix du Luxembourg und die Gratiszeitung Point 24 wurden eingestellt, nicht aber das populäre Wochenmagazin Télécran und die portugiesischsprachige Wochenzeitung contacto. Der Bogendruck und der Rotationsdruck im Heatset-Verfahren (Magazindruck) wurden aufgegeben, der Bücherverlag eingestellt, die Buchlädenkette geschlossen. Das Internet-Angebot der Zeitung ist viersprachig, um der kosmopolitischen Realität der Luxemburger Gesellschaft gerecht zu werden.
Bis zum Jahre 2020 gehörte das Unternehmen (direkt und indirekt) zu 100 % dem Erzbistum Luxemburg, wurde dann aber gänzlich an den internationalen Medienkonzern Mediahuis NV veräußert, der vor allem Tageszeitungen in Belgien, den Niederlanden und Irland herausgibt. Durch eine kleine Minderheitsbeteiligung seiner Vermögensverwaltungsgesellschaft Lafayette SA an Mediahuis bleibt das Erzbistum Luxemburg dem Verlag mittelbar verbunden.

## Geschichte
Die Sankt-Paulus-Gesellschaft zur Verbreitung der katholischen Presse wurde durch notariellen Akt vom 20. November 1886 als anonyme Gesellschaft gegründet, und ihre Bildung wurde durch königlich-großherzoglichen Beschluss vom 9. Februar 1887 genehmigt. 86,9 % des Aktienkapitals gingen an den Drucker Johann Hary, der seinen Druckereibetrieb mit seinem gesamten Druckmaterial in die Firma einbrachte, und dessen Stiefsohn Louis Held, der das Amt des Bistumssekretärs bekleidete. Erster Direktor wurde der Geistliche Jean-Baptist Fallize, der jedoch bereits einige Wochen später vom Papst zum Apostolischen Administrator für Norwegen ernannt wurde. Später vererbte Louis Held die Aktienmehrheit an den Bischof von Luxemburg, weil das Bistum damals noch keine Rechtspersönlichkeit besaß.
Die Gesellschaft wurde hauptsächlich geschaffen, um die Herausgabe der seit 1848 bestehenden Zeitung Luxemburger Wort sicherzustellen, um deren Besitzverhältnisse es von 1879 bis 1884 heftige gerichtliche Auseinandersetzungen zwischen dem Redaktionskomitee und dem Drucker gegeben hatte. In ihren Anfängen war die Zeitung nacheinander bei verschiedenen Druckern hergestellt worden, ab Januar 1885 von der Sankt-Paulus-Druckerei des Herrn Hary.
Im April 2020 verkaufte das Erzbistum Luxemburg alle Anteile am Unternehmen an den belgischen Medienkonzern Mediahuis.